# IPhone 11
iPhone 11 –  smartfon z linii iPhone, opracowany, produkowany i sprzedawany przez amerykańską firmę Apple; następca telefonu iPhone Xr firmy Apple zaprezentowany 10 września 2019 r. podczas Apple Special Event. September 10, 2019. Jest to tańsza wersja względem sztandarowego modelu zaprezentowanego tego dnia (iPhone 11 Pro). Zmianie uległ również design telefonu, na jego pleckach pojawiła się wyspa z aparatami, która jest powielana w następnych generacjach iPhone.
Jest dostępny w 6 kolorach: czarnym, zielonym, żółtym, fioletowym, czerwonym (Product RED) i białym.
Wprowadzenie iPhona 11 nadało nowy porządek w nazewnictwie telefonów firmy Apple.

## Aparaty fotograficzne
Telefon został wyposażony w dwa tylne aparaty o matrycy 12 Mpx każdy.
| Nazwa                                  | Ogniskowa | Przysłona | Ilość elementów optycznych | Optyczna stabilizacja obrazu | Uwagi              |
| -------------------------------------- | --------- | --------- | -------------------------- | ---------------------------- | ------------------ |
| Aparat z obiektywem ultraszerokokątnym | 13 mm     | f/2.4     | 5                          | –                            | Pole widzenia 120° |
| Aparat z obiektywem szerokokątnym      | 26 mm     | f/1.8     | 6                          | TAK                          | 100% Focus Pixels  |

## Nowości względem poprzednika – iPhone Xr
- 2 aparaty (nowy ultraszerokokątny aparat)
- Przednia kamera 12Mpx (poprzednio 7Mpx)
- Czip A13 Bionic z systemem Neural Engine trzeciej generacji
- iPhone 11 Pro i iPhone 11 Pro Max uzyskały klasę IP68 zgodnie z normą IEC 60529 (maksymalna głębokość 2 m do 30 minut)
- Tryb nocny i autokorekcja
- Czip Ultra Wideband